# Apicia hypenariata
Apicia hypenariata är en fjärilsart som beskrevs av Pieter Cornelius Tobias Snellen 1874. Apicia hypenariata ingår i släktet Apicia och familjen mätare. Inga underarter finns listade i Catalogue of Life.